# Diego Osorio
Diego Leon Osorio Rendón (21 de julho de 1970) é um ex-futebolista profissional colombiano que atuava como defensor.

## Carreira
Diego Osorio representou a Seleção Colombiana de Futebol nas Olimpíadas de 1992.